# Josphat Kiprono Menjo

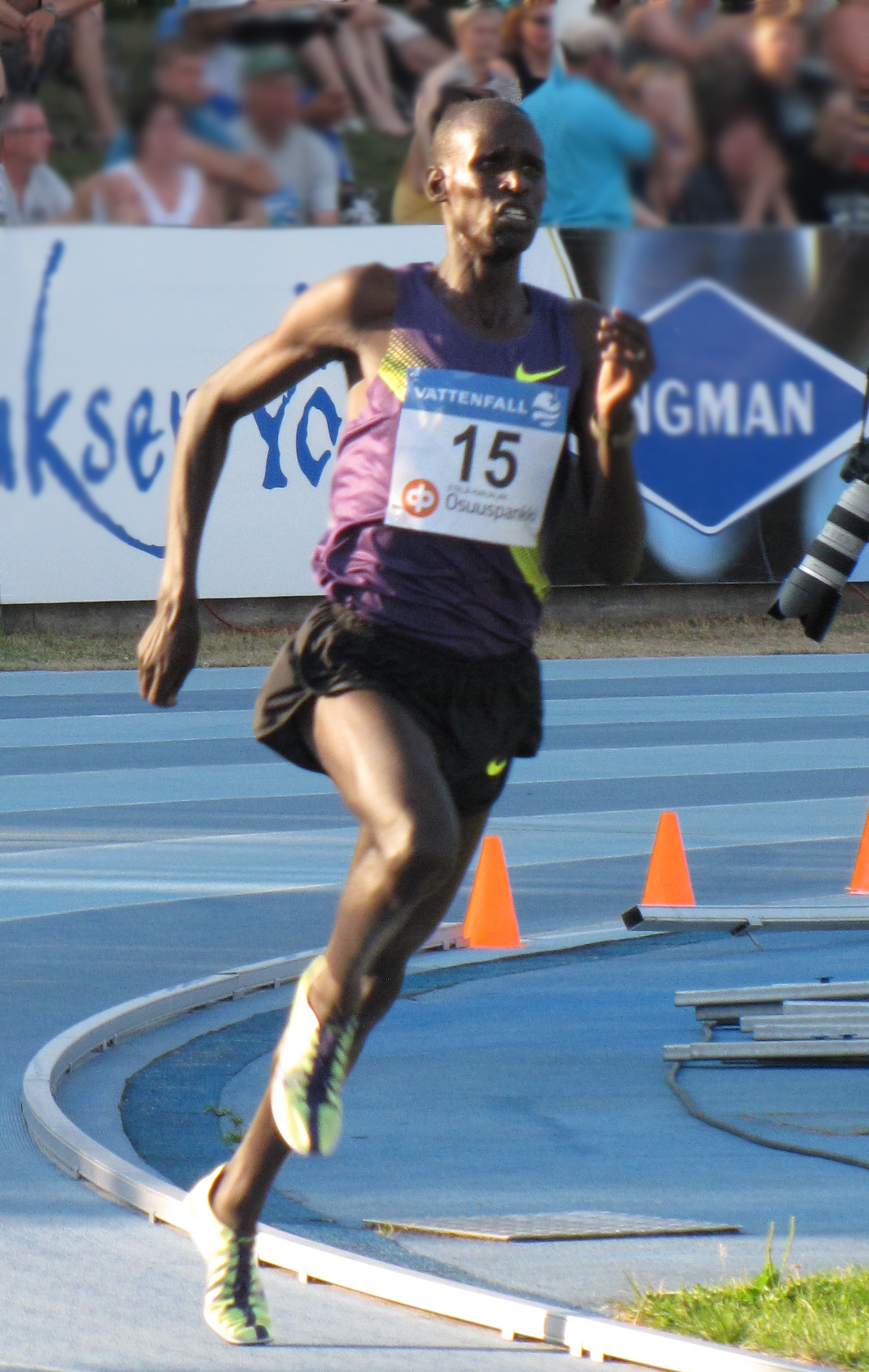
Josphat Kiprono Menjo auf dem Weg zum Sieg über 1500 Meter bei den Lappeenranta Games 2010

Josphat Kiprono Menjo (* 20. August 1979 in Kapsabet) ist ein kenianischer Langstreckenläufer.

## Leben
Das fünfte von zehn Geschwistern ging zunächst in der Kapkechui Primary und dann in der Chemundu Secondary zur Schule. Von 1998 an half er seinem Vater auf dessen Maisfarm, während er darauf wartete, seine Ausbildung fortzusetzen. 2002 verpflichtete er sich bei den kenianischen Streitkräften. Dort fing er an, sich für Sport zu interessieren, und 2004 qualifizierte er sich für die nationale Meisterschaften, bei der er Dritter über 5000 Meter wurde.
2006 wurde er bei den Leichtathletik-Afrikameisterschaften in Bambous Fünfter über 5000 Meter. Im Jahr darauf gewann er über dieselbe Distanz Silber bei den Panafrikanischen Spielen 2007, wurde über 10.000 Meter Achter bei den Leichtathletik-Weltmeisterschaften in Ōsaka und gewann die San Silvestre Vallecana.
Von 2008 bis 2010 gewann er die Cursa Bombers dreimal in Folge. Bei seinem bislang letzten Sieg verpasste er den Weltrekord für 10 km um drei Sekunden. Im Herbst wurde er Zweiter beim Portugal-Halbmarathon und gewann den Belgrader Lauf durch die Geschichte. Bei seinem bisher letzten internationalen Lauf, dem 20 km Straßenlauf von Paris, belegte er am 10. September 2022 Platz 11.
Josphat Kiprono Menjo ist 1,80 m groß und wiegt 61 kg. Er wird von Julius Kirwa trainiert und vom Manager David Kibelion betreut. Zu seiner Verwandtschaft gehört der erfolgreiche Marathonläufer Josephat Kiprono. Menjo ist mit seiner Läuferkollegin Eunice Jepkorir verheiratet.

## Persönliche Bestzeiten
- 1500 m: 3:38,40 min, 15. Juli 2010, Lappeenranta
- 1 Meile: 3:53,62 min, 21. August 2010, Joensuu
- 2000 m: 5:05,25 min, 16. Juli 2008, Joensuu
- 3000 m: 7:44,15 min, 18. Juli 2009, Saragossa
- 5000 m: 12:55,95 min, 18. August 2010, Turku
- 10.000 m: 26:56,74 min, 29. August 2010, Turku
- 10-km-Straßenlauf: 27:04 min, 18. April 2010, Barcelona
- 15 km: 42:50 min, 25. April 2009, Massamagrell
- Halbmarathon: 1:01:42 h, 26. September 2010, Lissabon